# Jacques Liouville
Jacques Liouville (* 5. Dezember 1879 in Paris; 15. Juni 1960 in Rabat) war ein französischer Mediziner, Entdeckungsreisender und Naturforscher.
Sein Vater Henri Liouville (1837–1887) war Medizinprofessor in Paris und Parlamentsabgeordneter und Neffe des Mathematikers Joseph Liouville. Seine Mutter Marie Durvis (1854–1936) heiratete später Pierre Waldeck-Rousseau, der sein Stiefvater wurde. Liouville wurde 1905 in  Paris in Medizin promoviert mit einer Dissertation über Osteomyelitis (Etude sur l'anatomo-pathologique et le traitement de l'ostéomyélite de l'extrémité inférieure du fémur). 1908 bis 1910 begleitete er seinen Onkel Jean-Baptiste Charcot auf seiner zweiten Expedition auf der Pourquoi Pas ? in die Antarktis. Nach der Rückkehr veröffentlichte er über die Wale der Antarktis.
Liouville war Mediziner und Meeresbiologe und 1920 bis 1937 Direktor des Institut Scientifique Chérifien in Rabat. Charcot benannte den Liouville Point auf der Petermann-Insel in der Antarktis nach ihm.

## Schriften
- Cétacés de l'Antarctique (Baleinoptères, Ziphiidés, Delphinidés), Paris: Masson 1913